# Xóa dữ liệu
Xóa dữ liệu (còn được gọi là hủy dữ liệu, tiếng Anh: data erasure) là phương pháp của phần mềm xóa dữ liệu nhằm mục đích xóa hoàn toàn tất cả dữ liệu trên ổ đĩa cứng hoặc thiết bị kỹ thuật số khác bằng cách ghi đè dữ liệu lên tất cả các khu vực trên ổ cứng hay sector và quá trình này không thể đảo ngược. Bằng cách ghi đè tất cả dữ liệu trên thiết bị lưu trữ, dữ liệu sẽ không thể phục hồi.
Các phần mềm xóa dữ liệu thường có những phương pháp sau:
1. Cho phép lựa chọn một nơi/vùng xóa cụ thể, dựa trên nhu cầu của người dùng
2. Chọn phương pháp ghi đè, số lần và xóa dữ liệu trên toàn bộ thiết bị.

Xóa dữ liệu vĩnh viễn vượt xa các lệnh xóa tệp cơ bản vốn chỉ xóa các tệp/thư mục trong disk sector và có thể khôi phục dữ liệu bằng các phần mềm phổ biến. Không giống như khử từ và phá hủy vật lý, khiến thiết bị lưu trữ/bộ nhớ không thể dùng được nữa, việc xóa dữ liệu sẽ loại bỏ tất cả thông tin trong khi vẫn để đĩa có thể hoạt động được. Việc triển khai phương tiện dựa trên bộ nhớ flash mới, chẳng hạn như SSD hoặc USB, có thể khiến các kỹ thuật xóa dữ liệu không thành công cho phép dữ liệu còn sót lại có thể phục hồi được.
Ghi đè dựa trên phần mềm sử dụng một phần mềm để ghi một dãy các số 0, số 1 hoặc dữ liệu ngẫu nhiên vô nghĩa vào tất cả các sector của ổ đĩa cứng. Có những điểm khác biệt chính giữa việc xóa dữ liệu và các phương pháp ghi đè khác, có thể giữ nguyên dữ liệu và làm tăng nguy cơ vi phạm dữ liệu, đánh cắp danh tính hoặc không tuân thủ quy định. Nhiều phần mềm xóa dữ liệu cũng cho phép ghi đè nhiều lần để hỗ trợ các tiêu chuẩn công nghiệp và chính phủ được công nhận, mặc dù việc ghi đè một lần được nhiều người coi là đủ cho các ổ đĩa cứng hiện đại. Phần mềm tốt phải cung cấp xác minh việc xóa dữ liệu, điều này cần thiết để đáp ứng các tiêu chuẩn nhất định.
Để bảo vệ dữ liệu trên thiết bị bị mất hoặc bị đánh cắp, một số ứng dụng xóa dữ liệu sẽ ghi đè dữ liệu từ xa nếu nhập sai mật khẩu. Các công cụ xóa dữ liệu cũng có thể xóa dữ liệu cụ thể trên đĩa định kỳ, cung cấp phương pháp bảo vệ hack ít tốn thời gian hơn so với mã hóa phần mềm. Tích hợp mã hóa phần cứng/firmware chính ổ đĩa hoặc bộ điều khiển tích hợp là một giải pháp phổ biến mà không làm giảm hiệu suất máy tính.

## Mã hóa
Khi mã hóa được áp dụng, xóa dữ liệu bổ sung cho việc cắt nhỏ mật mã hoặc xóa dữ liệu bằng cách xóa hoặc ghi đè lên khóa mã hóa.
Hiện nay, các thiết bị hay ứng dụng phần cứng/phần mềm chuyên dụng có thể thực hiện mã hóa AES 256 bit đầy đủ nhanh hơn tốc độ ghi dữ liệu của ổ đĩa. Các ổ đĩa có khả năng này được gọi là ổ đĩa tự mã hóa (SED), chúng có trên hầu hết các máy tính xách tay dành cho doanh nghiệp và ngày càng được sử dụng nhiều trong doanh nghiệp để bảo vệ dữ liệu. Việc thay đổi khóa mã hóa khiến mọi dữ liệu được lưu trữ trên SED không thể truy cập được, đây là phương pháp dễ dàng và rất nhanh để xóa dữ liệu 100%. Việc đánh cắp SED sẽ dẫn đến hư hỏng thiết bị lưu trữ, nhưng dữ liệu được lưu trữ sẽ không thể truy cập được nếu không có khóa giải mã lưu trữ trên SED, giả sử AES không bị tấn công hoặc không được áp dụng trong ổ đĩa/thiết bị lưu trữ.

## Tầm quan trọng
Dữ liệu trong công nghệ thông tin thường bao gồm khối lượng lớn dữ liệu bí mật. Số an sinh xã hội, số thẻ tín dụng, thẻ ngân hàng, lịch sử khám bệnh/bệnh án và thông tin mật thường được lưu trữ trên ổ cứng hoặc máy chủ. Chúng có thể vô ý hoặc cố ý xâm nhập vào các thiết bị ngoại vi như máy in, USB, bộ nhớ flash, ổ ZIP, JAZ và REV.

### Lộ dữ liệu (Data breach)
Việc lưu trữ nhiều dữ liệu nhạy cảm/riêng tư hơn, kết hợp với sự phát triển công nghệ nhanh chóng và tuổi thọ ngắn hơn của ổ đĩa/thiết bị lưu trữ, đã thúc đẩy nhu cầu xóa dữ liệu vĩnh viễn trên các thiết bị điện tử khi chúng ngừng hoạt động hoặc được sửa chữa/thay mới. Ngoài ra, các mạng bị xâm nhập, trộm cắp và mất mát máy tính xách tay cũng như các thiết bị di động khác là những nguồn gây lộ dữ liệu ngày càng phổ biến.
Nếu việc xóa dữ liệu không được thực hiện khi ổ đĩa không còn được dùng hoặc bị mất thì tổ chức hoặc người dùng sẽ có nguy cơ bị đánh cắp và lộ dữ liệu dẫn đến đánh cắp danh tính, mất danh tiếng của công ty, đe dọa tuân thủ quy định và ảnh hưởng tài chính. Các sự cố lộ dữ liệu nổi bật ở Việt Nam và trên thế giới bao gồm:
- Công ty VNG: Lộ 163 triệu dữ liệu người dùng (24 tháng 4 năm 2018)
- Tailieu.vn: Lộ 7 triệu dữ liệu người dùng (24 tháng 11 năm 2019)
- Facebook: Lộ hơn 500 triệu dữ liệu người dùng (3 tháng 4 năm 2021)

### Luật pháp
Việc lộ dữ liệu có thể gây ra những nguy cơ mua bán trái phép dữ liệu. Các luật và nghị định đã có những biện pháp răn đe người gây lộ dữ liệu và người trao đổi, mua bán dữ liệu trái phép. Cụ thể:
Theo nghị định 98/2020/NĐ-CP, phạt tiền từ 10 - 20 triệu đồng đối với cá nhân chuyển giao thông tin của người tiêu dùng cho bên thứ ba khi chưa có sự đồng ý của người tiêu dùng theo quy định, trừ trường hợp pháp luật có quy định khác.
Theo điều 288 Bộ luật hình sự, phạt tù tối đa 3 năm đối với hành vi mua bán, trao đổi, tặng cho, sửa chữa, thay đổi hoặc công khai hóa thông tin riêng hợp pháp của cơ quan, tổ chức, cá nhân trên mạng máy tính, mạng viễn thông mà không được phép của chủ sở hữu thông tin đó.

### Hạn chế
Xóa dữ liệu có thể không hoạt động hoàn toàn trên phương tiện dựa trên flash, chẳng hạn như SSD và USB flash, vì các thiết bị này có thể lưu trữ dữ liệu còn sót lại mà việc xóa sạch không hiệu quả và dữ liệu có thể được truy xuất từ các chip bộ nhớ flash riêng lẻ bên trong thiết bị. Xóa dữ liệu thông qua ghi đè chỉ hoạt động trên các ổ đĩa cứng đang hoạt động và ghi vào tất cả các khu vực. Các sector lỗi/hỏng thường không thể bị ghi đè nhưng có thể chứa thông tin có thể phục hồi được. Tuy nhiên, các sector lỗi thường không hiển thị đối với hệ thống máy chủ và do đó đối với phần mềm xóa. Mã hóa ổ đĩa trước khi sử dụng sẽ ngăn chặn vấn đề này. Việc xóa dữ liệu bằng phần mềm cũng có thể bị xâm phạm bởi mã độc.